# Юэлл, Кайла
Ка́йла Ноэ́ль Юэ́лл (англ. Kayla Noelle Ewell; род. 27 августа 1985, Лонг-Бич, Калифорния, США) — американская актриса, известная по роли Викки Донован из сериала «Дневники вампира».

## Ранние годы
Кайла Ноэль Юэлл родилась в Лонг-Бич (штат Калифорния, США). С детства занималась танцами и пением. В 1999 году талант юной Юэлл был замечен агентом и её пригласили на прослушивание. Она окончила среднюю школу в 2003 году.

## Карьера
Первые работы Кайлы Юэлл вышли на экран в 2000 году. Она играла в мыльной опере «Молодые и дерзкие» в 2004—2005 гг. Далее последовали новые работы в фильмах и телесериалах. В 2009 году Юэлл снялась в телесериале «Дневники вампира», где исполнила роль, запутавшейся в жизни наркоманки Викки Донован и описала свою героиню, как «действительно распутную учащуюся средней школы». Хотя её героиня просуществовала лишь первые 7 серий телесериала, роль принесла актрисе успех. Её обезумевшая героиня была убита Стефаном (Пол Уэсли) в целях спасти Елену (Нина Добрев). В ноябре 2009 года Кайла намекнула, что у неё всё ещё действует контракт с производителями сериала и она может в него вернуться. Однако Кевин Уильямсон заявил, что таких планов не имеется. Всё же Кайла вновь снялась в сериале в нескольких эпизодах после того как персонаж Стивена Р. Маккуинна начинает видеть призраков.

## Личная жизнь
С 12 сентября 2015 года Юэлл замужем за актёром и моделью Таннером Новланом, с которым она встречалась 5 лет до их свадьбы. У супругов двое детей — дочь Поппи Мари Новлан (род. 16 июля 2019) и сын Джонс Дуглас Новлан (род. 6 июня 2022).
Живёт в Лос-Анджелесе (штат Калифорния, США). В свободное время любит заниматься живописью и скалолазанием.
22 августа 2009 года Кайла была арестована вместе с Ниной Добрев, Кэндис Акколой, Сарой Каннинг и Тайлером Шилдсом в Джорджии за нарушение общественного порядка. Правда вскоре обвинения были сняты.

## Избранная фильмография
| Кино        | Кино                                    | Кино                           | Кино                          | Кино |
| Год         | Русское название                        | Оригинальное название          | Роль                          | Примечание                                                                                                 |
| ----------- | --------------------------------------- | ------------------------------ | ----------------------------- | --- |
| 2004        | Поцелуй на удачу                        | Just My Luck                   | Джанет из банка               | В титрах не указана                                                                                        |
| 2006        | Реальные девчонки                       | Material Girls                 | секретарь Фабиэллы            | |
| 2008        | Выпускной угар, или День самоуправления | Senior Skip Day                | Кара                          | Видео |
| 2008        | Фактор удара                            | Impact Point                   | Джен Кроу                     | |
| 2009        | Зажги этим летом!                       | Fired Up!                      | Марго Джейн Линдсворт-Калиган | |
| 2013        | Безумные                                | The Demented                   | Тейлор                        | |
| Телевидение |                                         |                                |                               | |
| Год         | Русское название                        | Оригинальное название          | Роль                          | Примечание                                                                                                 |
| 2000        | Профайлер                               | Profiler                       | Фэйт Клири                    | 1 эпизод                                                                                                   |
| 2000        | Хулиганы и ботаны                       | Freaks and Geeks               | Морин Сэмпсон                 | 3 эпизода                                                                                                  |
| 2004        | Бостонская школа                        | Boston Public                  | Дианна                        | 2 эпизода                                                                                                  |
| 2004—2005   | Дерзкие и красивые                      | The Bold and the Beautiful     | Кейтлин Рамирес               | Регулярная роль, 135 эпизодов                                                                              |
| 2005        | Одинокие сердца                         | The O.C.                       | Кейси                         | 3 эпизода                                                                                                  |
| 2006        | Вероника Марс                           | Veronica Mars                  | Энджи Дал                     | 1 эпизод                                                                                                   |
| 2006        | Рядом с домом                           | Close to Home                  | Синди Робинсон                | 1 эпизод                                                                                                   |
| 2007—2008   | Красавцы                                | Entourage                      | Эми                           | 3 эпизода                                                                                                  |
| 2009        | Кости                                   | Bones                          | Алисса Хоуленд                | 1 эпизод                                                                                                   |
| 2009—2017   | Дневники вампира                        | The Vampire Diaries            | Виктория «Викки» Донован      | Главная роль (1-й сезон); повторяющаяся роль (3-й сезон); гостевая роль (2-й, 5-й, 8-й сезоны) 17 эпизодов |
| 2010        | C.S.I.: Место преступления              | CSI: Crime Scene Investigation | Беттина Кларк                 | 1 эпизод                                                                                                   |
| 2010        | Прохвосты                               | Scoundrels                     | Шантелль Хэзерби              | 1 эпизод                                                                                                   |
| 2010—2011   | Доктор Хаус                             | House                          | Ника                          | 2 эпизода                                                                                                  |
| 2011        | В погоне за Рандаллс                    | Keeping Up with the Randalls   | Алисия Кросби                 | ТВ фильм                                                                                                   |
| 2011        | Болота                                  | The Glades                     | Мэгги Баумен                  | 1 эпизод                                                                                                   |
| 2012        | Компаньоны                              | Franklin & Bash                | Моника Уорд                   | 1 эпизод                                                                                                   |
| 2013        |                                         | Shuffelton’s Barbershop        | Норма                         | ТВ фильм                                                                                                   |
| 2014        |                                         | Where Fate Meets               | Рэйчел                        | ТВ фильм                                                                                                   |
| 2014        |                                         | Deadly Daycare                 | Рэйчел                        | ТВ фильм                                                                                                   |
| 2015        | Дедушка поневоле                        | Grandfathered                  | Майя                          | 1 эпизод                                                                                                   |
| 2016        | Люцифер                                 | Lucifer                        | Аманда Белло                  | 1 эпизод                                                                                                   |
| 2016        |                                         | 10 Year Reunion                | Пэтти Гарнер                  | ТВ фильм                                                                                                   |